# Anni Steuer
Anni Steuer   (Metz, 12 de febrer de 1913 - Mülheim del Ruhr, 1996 ↔ 1999) va ser una atleta alemanya, especialista en curses de tanques, que va competir durant la dècada de 1930.
El 1936 va prendre part en els Jocs Olímpics de Berlín, on va guanyar la medalla de plata
en els 80 metres tanques del programa d'atletisme.
Nascuda a Metz, territori d'Alsàcia-Lorena en el moment del seu naixement, va passar els darrers anys de la seva vida a Mülheim.

## Millors marques
- 80 metres tanques. 11,7" (1936)[3]